# Étampes-sur-Marne
Étampes-sur-Marne és un municipi francès situat al departament de l'Aisne i a la regió dels Alts de França. L'any 2007 tenia 1.227 habitants.

## Demografia

### Població
El 2007 la població de fet d'Étampes-sur-Marne era de 1.227 persones. Hi havia 506 famílies de les quals 130 eren unipersonals (43 homes vivint sols i 87 dones vivint soles), 170 parelles sense fills, 174 parelles amb fills i 32 famílies monoparentals amb fills.
La població ha evolucionat segons el següent gràfic:
Habitants censats

### Habitatges
El 2007 hi havia 543 habitatges, 504 eren l'habitatge principal de la família, 12 eren segones residències i 27 estaven desocupats. 419 eren cases i 124 eren apartaments. Dels 504 habitatges principals, 402 estaven ocupats pels seus propietaris, 96 estaven llogats i ocupats pels llogaters i 6 estaven cedits a títol gratuït; 16 tenien dues cambres, 140 en tenien tres, 161 en tenien quatre i 187 en tenien cinc o més. 317 habitatges disposaven pel capbaix d'una plaça de pàrquing. A 264 habitatges hi havia un automòbil i a 161 n'hi havia dos o més.

### Piràmide de població
La piràmide de població per edats i sexe el 2009 era:
| Homes | Edats   | Dones |
| ----- | ------- | ----- |
| 0     | 95 o +  | 0     |
| 0     | 90 a 94 | 4     |
| 8     | 85 a 89 | 12    |
| 4     | 80 a 84 | 16    |
| 40    | 75 a 79 | 40    |
| 28    | 70 a 74 | 44    |
| 28    | 65 a 69 | 44    |
| 20    | 60 a 64 | 24    |
| 28    | 55 a 59 | 4     |
| 36    | 50 a 54 | 48    |
| 60    | 45 a 49 | 72    |
| 64    | 40 a 44 | 28    |
| 56    | 35 a 39 | 60    |
| 48    | 30 a 34 | 48    |
| 36    | 25 a 29 | 36    |
| 40    | 20 a 24 | 32    |
| 32    | 15 a 19 | 36    |
| 72    | 10 a 14 | 56    |
| 32    | 5 a 9   | 32    |
| 24    | 0 a 4   | 56    |

## Economia
El 2007 la població en edat de treballar era de 771 persones, 568 eren actives i 203 eren inactives. De les 568 persones actives 516 estaven ocupades (264 homes i 252 dones) i 54 estaven aturades (26 homes i 28 dones). De les 203 persones inactives 65 estaven jubilades, 80 estaven estudiant i 58 estaven classificades com a «altres inactius».

### Ingressos
El 2009 a Étampes-sur-Marne hi havia 512 unitats fiscals que integraven 1.227,5 persones, la mediana anual d'ingressos fiscals per persona era de 18.279 €.

### Activitats econòmiques
Dels 45 establiments que hi havia el 2007, 2 eren d'empreses extractives, 2 d'empreses de fabricació d'altres productes industrials, 8 d'empreses de construcció, 16 d'empreses de comerç i reparació d'automòbils, 2 d'empreses d'hostatgeria i restauració, 1 d'una empresa d'informació i comunicació, 1 d'una empresa financera, 3 d'empreses immobiliàries, 5 d'empreses de serveis, 3 d'entitats de l'administració pública i 2 d'empreses classificades com a «altres activitats de serveis».
Dels 13 establiments de servei als particulars que hi havia el 2009, 2 eren tallers de reparació d'automòbils i de material agrícola, 1 taller d'inspecció tècnica de vehicles, 2 guixaires pintors, 2 fusteries, 2 electricistes, 2 empreses de construcció, 1 perruqueria i 1 restaurant.
Dels 4 establiments comercials que hi havia el 2009, 1 era un hipermercat, 1 una botiga de material esportiu, 1 una botiga de material de revestiment de parets i terra i 1 una joieria.

## Equipaments sanitaris i escolars
El 2009 hi havia 1 psiquiàtric i 1 farmàcia.
El 2009 hi havia una escola elemental.

## Poblacions més properes
El següent diagrama mostra les poblacions més properes.